# Ил Лимани
Ил Лимани (алб. Yll Limani; Приштина, 24. септембар 1994) албански је певач и текстописац са Косова и Метохије.

## Биографија

### 1994—2020: Детињство, младост и почетак каријере
Рођен је 24. септембра 1994. године у Приштини у албанској породици. Њргов отац Муфаил Лимани био је део албанске групе Minatori. Године 2011. представио се јавности када је учествовао у првој сезони такмичења The Voice of Albania, док је 2012. наступао на деветом издању музичког такмичења Top Fest. Након трогодишње паузе, у јануару 2015. објавио је „Single” у сарадњи са албанским репером Гентом Фаталијем. У јулу 2016. објавио је сингл „Pritëm se po vi” и тада се први пут појавио на албанској топ-листи Top 100, а нашао се међу прва три места. У новембру 2016. објављено је да је Лимани са својом песмом „Shiu” један од 25 учесника такмичења Festivali i Këngës за избор представника Албаније за Песму Евровизије. Завршио је на трећем месу, док се у марту 2017. сингл нашао на 34. месту топ-листе у Албанији.
У јулу 2019. објавио је други сингл који се нашао на првом месту, под називом „Nuk po kalojka”, у сарадњи са албанским композиторима Аидом Бараку и Армендом Реџепагићи уз македонског продуцента Дарка Димитрова. У августу исте године наступио је на фестивалу Sunny Hill Festival у Приштини где су такође наступиле и међународне звезде попут Мајли Сајрус, Калвина Харис и Дуе Липе.

### 2021—данас:и наставак успеха
У фебруару 2021. сарађивао је са албанским продуцентом Cricket-ом на његовим сингловима „Ndoshta” и „Pray”, док се прва нашла на првом месту а међу првих 30 места топ-листе у Албанији. У априлу 2021. објавио је сингл „A ki me rrejt” који се нашао на другом месту. У јуну 2021. уследиле су сарадње на сингловима „E di” и „Marre” са албанском певачицом Ељваном Ђата, с тим да је „E di” три седмице провео на првом месту. У октобру 2021. најавио је да ради на -ју. Месец дана касније, позван је да се придружи концерту Red Bull Symphonic швајцарско-албанске реперке Љоредане у Луцерну. Исте године допринео је албуму певачице Арилене Аре под називом Pop Art The Album. Свој дебитантски EP Lshoja zanin објавио је 5. децембра 2021. Истоимени сингл био је на првом месту топ-листе у Албанији. Потписан је за тексте песме „Ela” певачице Андромахи која је представљала Кипар на Песми Евровизије 2022.

## Дискографија

### 
- (2021)